# Nikopol (obchtina)
Pour les articles homonymes, voir Nikopol.
Nikopol (bulgare : Никопол) est une obchtina de l'oblast de Pleven en Bulgarie.